# Benjamin Rabier
Pour les articles homonymes, voir Rabier.
Benjamin Rabier, né le 30 décembre 1864 à Napoléon-Vendée et mort le 10 octobre 1939 à Faverolles, est un auteur pour la jeunesse, dramaturge, animateur, illustrateur et auteur de bande dessinée français.
Il s’est rendu célèbre grâce aux dessins de la marque « La vache qui rit » et du personnage du canard Gédéon.

## Biographie
Bien qu'il ait montré très tôt des dispositions pour le dessin — il obtient à quinze ans le prix du dessin de la Ville de Paris —, Benjamin Rabier doit interrompre ses études pour travailler. Il alterne différents métiers. Libéré de ses obligations militaires en octobre 1889, il entre au Bon Marché à Paris comme comptable. Grâce à l’appui de Caran d'Ache qu’il a rencontré l’année précédente, plusieurs revues françaises commencent à publier ses dessins dès 1889 (La Chronique amusante, Gil Blas Illustré), mais aussi au Royaume-Uni et aux États-Unis où il a plus de succès. Il est finalement publié régulièrement dans Le Rire et Le Pêle-Mêle — dont il fait les unes —, ce qui lui permet de sortir ses premiers albums, notamment Tintin-Lutin, titre et personnage à houppette et pantalon de golfeur, dont Hergé s’inspira quelques années plus tard.

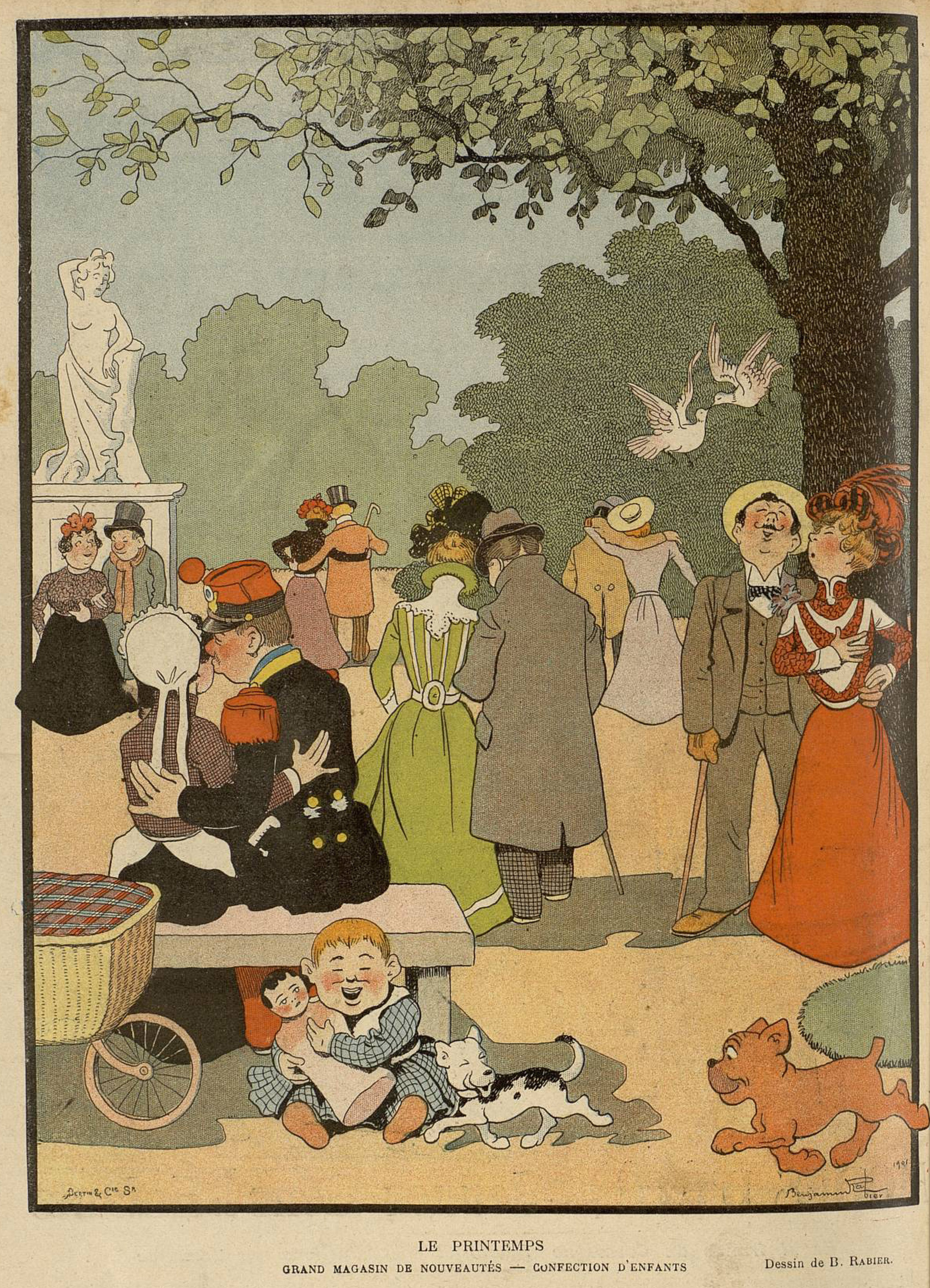
Le Printemps, dessin de 1902.

Au début du XXe siècle, Benjamin Rabier s’impose comme un auteur à succès, comme en témoignent ses publications dans l'Assiette au Beurre ou le Chat noir. Parallèlement à ses travaux destinés aux adultes, il se lance dans le dessin pour enfants en intégrant dès 1903 l'équipe de La Jeunesse illustrée, premier illustré moderne pour les enfants français. Il y livre jusqu'en 1919 des histoires courtes mettant en scène animaux ou enfants farceurs qui s'égaient dans la bonne humeur. Il y tient avec Georges Omry le rôle de dessinateur principal. Le premier numéro spécial, celui de l'été 1903, lui est entièrement confié. C'est le seul dessinateur du journal à dévier du gaufrier strict des images d'Épinal, se permettant de jouer sur le format des vignettes ou de réduire les textes jusqu'à s'en passer. En 1907-1908, il publie un journal, Histoire comique et naturelle des animaux (1907-1908).
Il écrit aussi de nombreuses pièces de théâtre (comme Ma veuve s’amuse en collaboration avec José de Bérys). Malgré ces succès, il travaille, tout au long de ces années, comme employé, la nuit, au service des Perceptions municipales des Halles de Paris, et garde jusqu’en 1910 cet emploi, ne prenant sa retraite qu'à cause du surmenage.
Face à l’effondrement de l’édition enfantine provoqué par la Première Guerre mondiale, Rabier se lance, à partir de 1916, dans la réalisation de dessin animé. L’idée de porter les personnages de Rabier à l’écran revient à une petite maison de production : le Film national, Rabier est enchanté par cette opportunité mais il ignore tout de la technique cinématographique, de la configuration commerciale du milieu et des capacités financières des intervenants. Il décide de faire appel à son ami Émile Cohl, dont il apprécie l'animation de la bande dessinée des Pieds Nickelés qu'il a réalisé la même année. Ce dernier informe Rabier de la modeste envergure du Film national et de la marginalité de sa diffusion.
Rabier prend alors contact avec le producteur René Navarre, qui vient de fonder sa propre marque de films, et avec qui il conclut un contrat. Il en informe Cohl dans sa correspondance : "Le contrat est signé. Mais pour des raisons que m’a données Navarre et que je vous expliquerai, votre passage sur le film [votre présence au générique ?] est impossible mais vous aurez en revanche toute satisfaction. Vous ne resterez pas dans l’ombre. Une part vous est réservée dans la publicité. Je vous donnerai des assurances qui vous satisferont. Et quelque chose de mieux."
Il est convenue de produire une série mettant vedette le chien Flambeau et l'oie Clémentine. Le cycle de production établi à un dessin animé par mois s’ouvre avec la sortie La journée de Flambeau et Flambeau au pays des surprises, suivis par Les Fiançailles de Flambeau et Les Aventures de Clémentine. Mais furieux de ne pas être crédité pour son travail et lassé de ses mauvaises relations avec René Navarre, Émile Cohl se retire du projet. Rabier continue le projet tout seul, mais avec un calendrier de production beaucoup plus irrégulier ; la série prend fin en 1919.
Il crée de nombreuses affiches publicitaires, pour de multiples marques, par exemple, la lotion capillaire Pétrole Hahn.
Ses travaux lui valent de nombreux admirateurs, parmi lesquels Hergé, qui déclara : « J’ai été immédiatement conquis. Car ces dessins étaient très simples. Très simples, frais, robustes, joyeux, et d’une lisibilité parfaite. En quelques traits bien charpentés tout était dit : le décor était indiqué, les acteurs en place ; la comédie pouvait commencer. » Le voyage que Robert Sexé fait à moto jusqu’à Moscou inspire Hergé, qui le prend pour modèle de Tintin. À la fin de sa vie, alors que Tintin commence à être diffusé, Rabier dessine une série nommée Onésime, qui a lui aussi la houppette bien marquée et le pantalon façon golf.

## Figure majeure du dessin animalier
Il est considéré comme un des plus grands dessinateurs animaliers européens. L’univers de Benjamin Rabier est parsemé d’animaux. En 1906, Benjamin Rabier publie chez Jules Tallandier une édition entièrement illustrée des Fables de La Fontaine. Il illustra aussi le Roman de Renart et les Histoires naturelles de Jules Renard. En 1921, Léon Bel s’inspira d’un dessin de Benjamin Rabier comme logo de sa marque La vache qui rit. Cette vache, qui décorait les camions de transport de viande fraîche pendant la Première Guerre mondiale, était surnommée la « Wachkyrie ». Mais son personnage de bande dessinée le plus célèbre reste Gédéon le canard, dont les histoires ont été publiées entre 1923 et 1939 en 16 albums. Il a aussi dessiné la célèbre baleine des Salins du Midi.

Œuvres de Benjamin Rabier
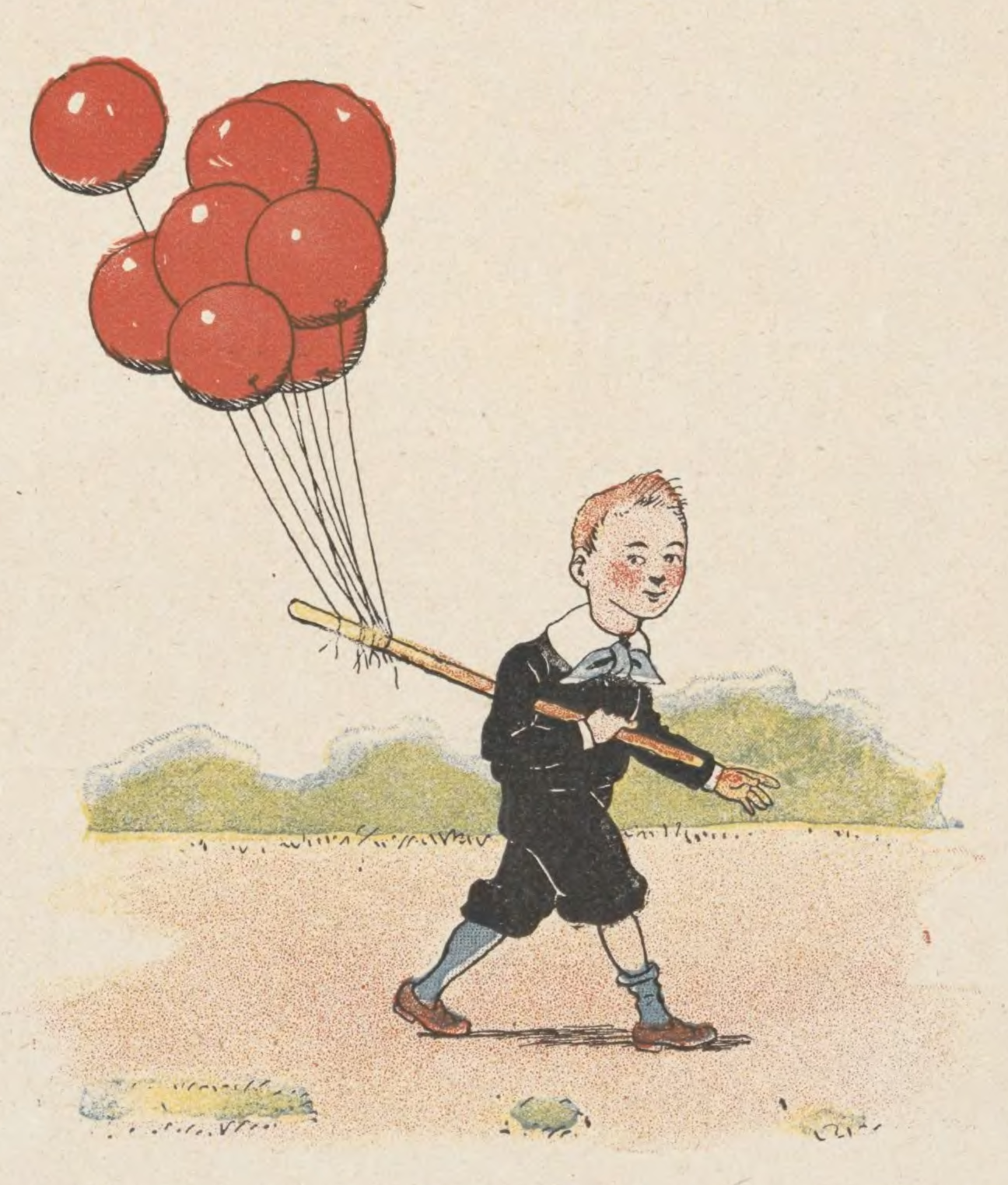
Tintin-Lutin, page 26 (1898).
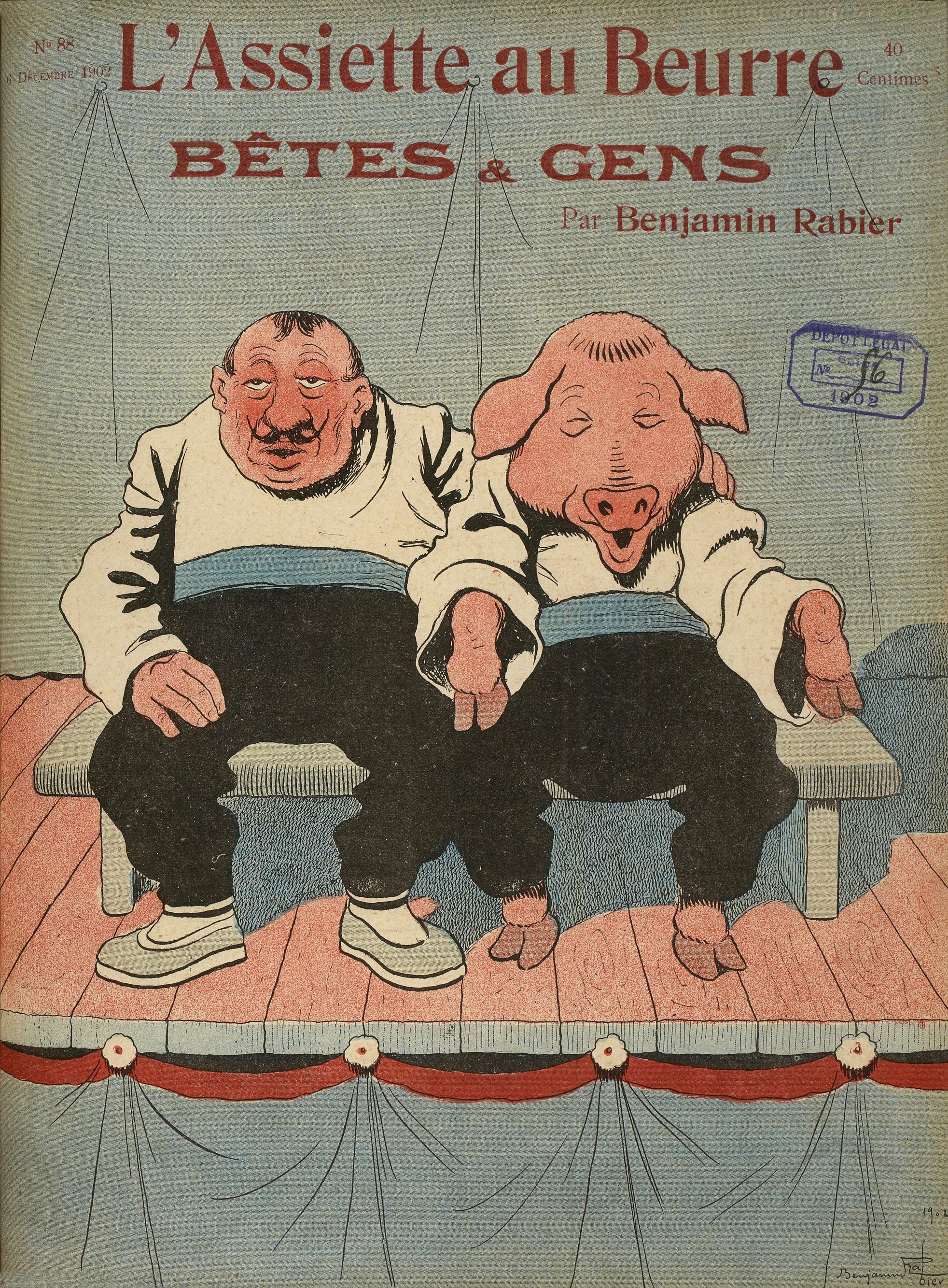
Couverture de L'Assiette au beurre, no 88, « Bêtes et gens » (1902).
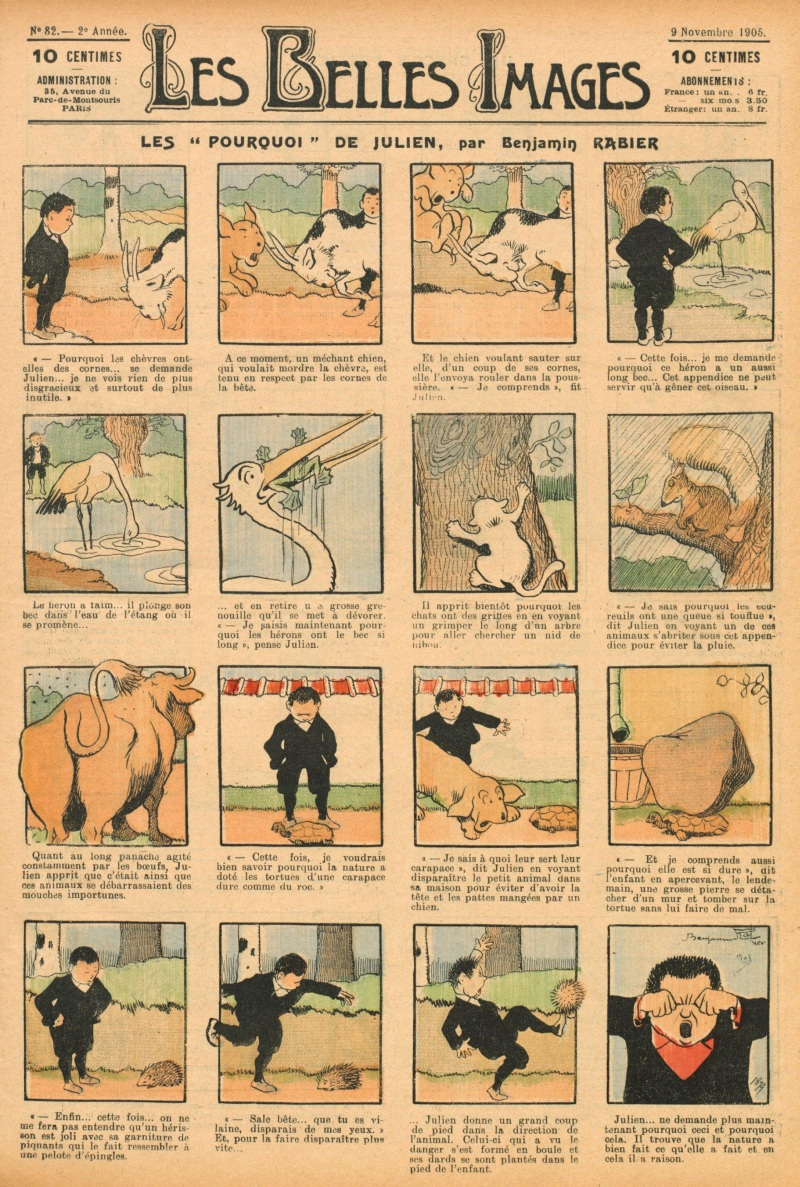
« Les “Pourquoi” de Julien », Les Belles Images no 82 (1905).
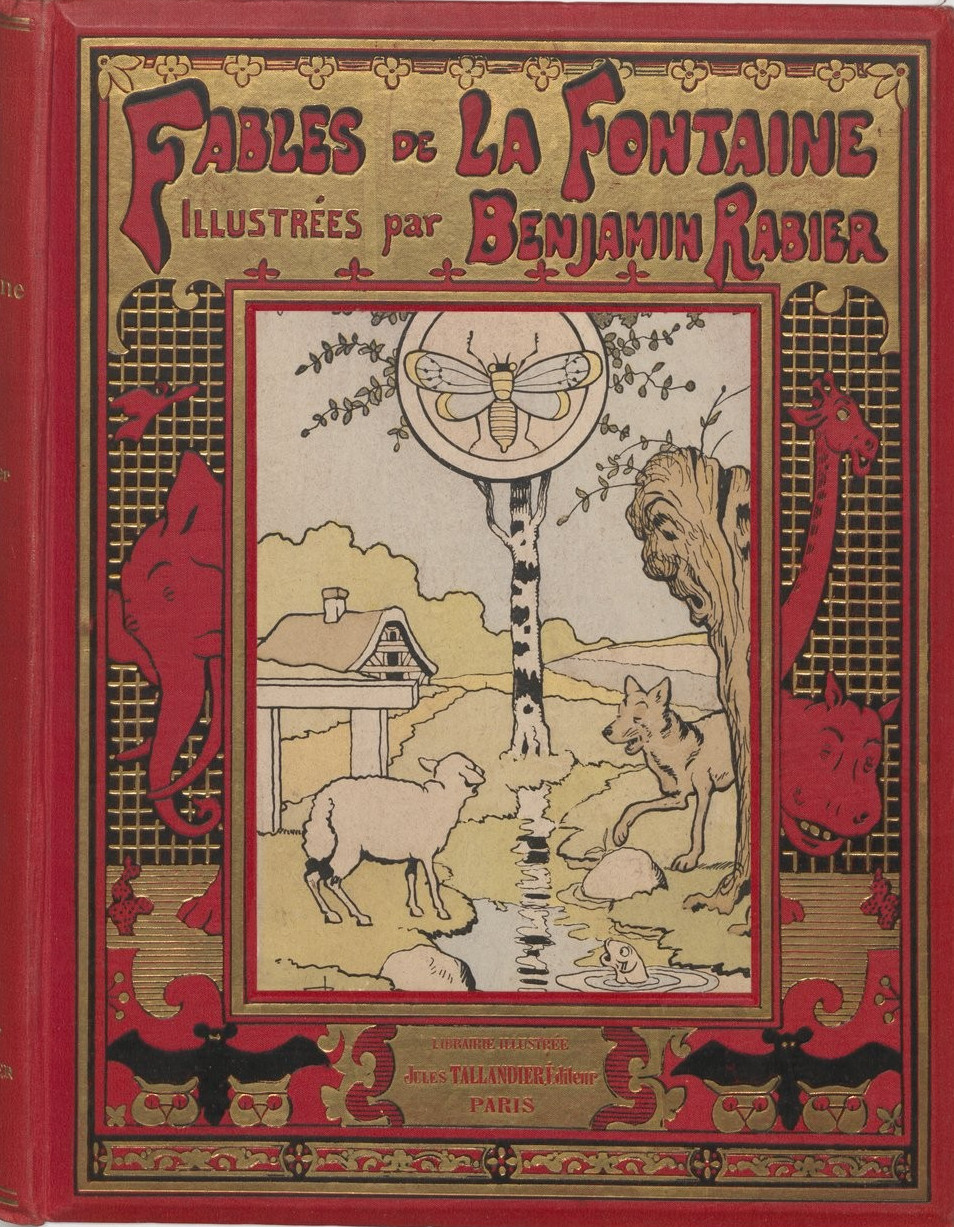
Fables de La Fontaine (1906)
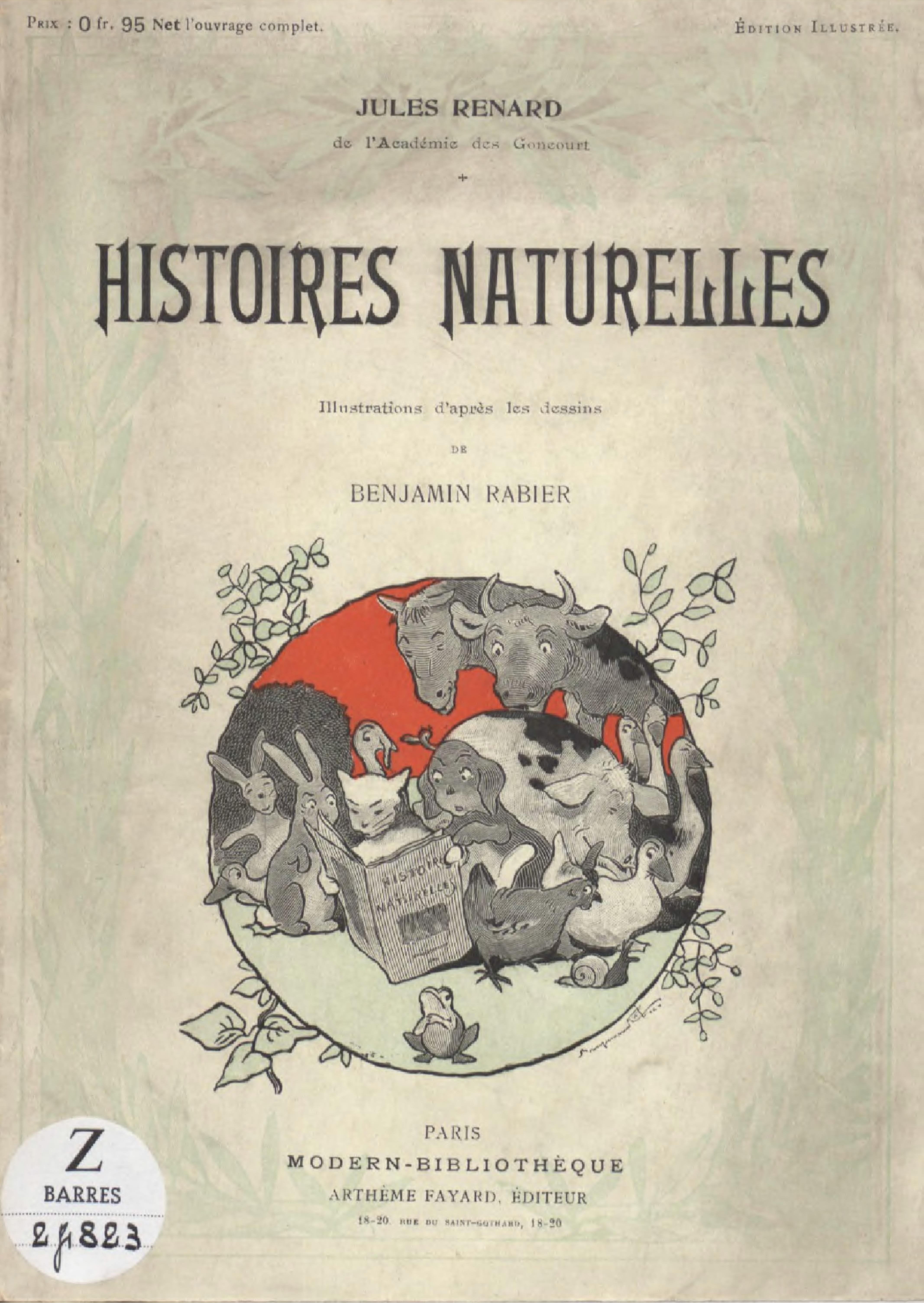
"Histoires naturelles" de Jules Renard (1909)
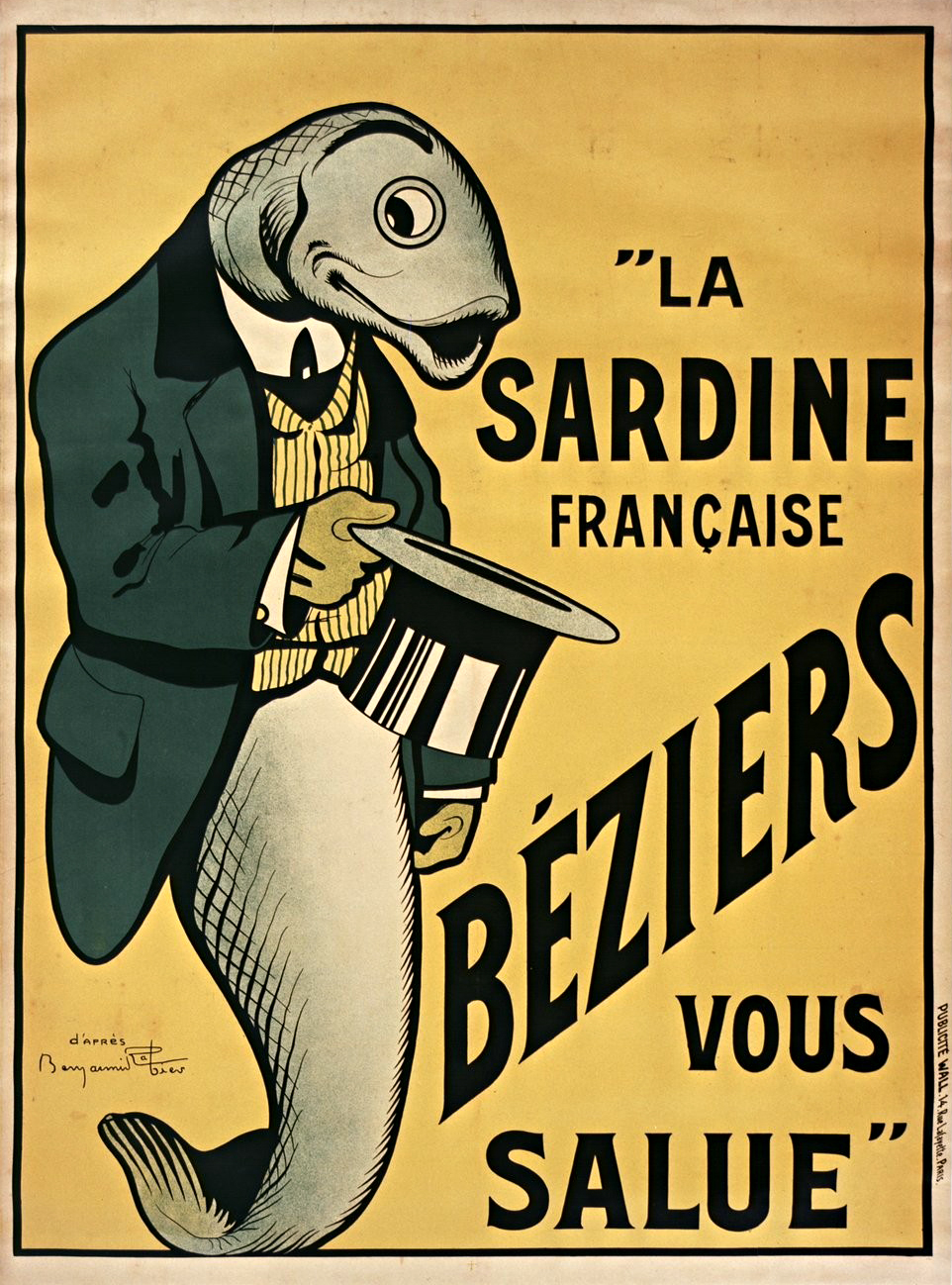
Publicité pour la conserverie René Béziers à Douarnenez (1920).
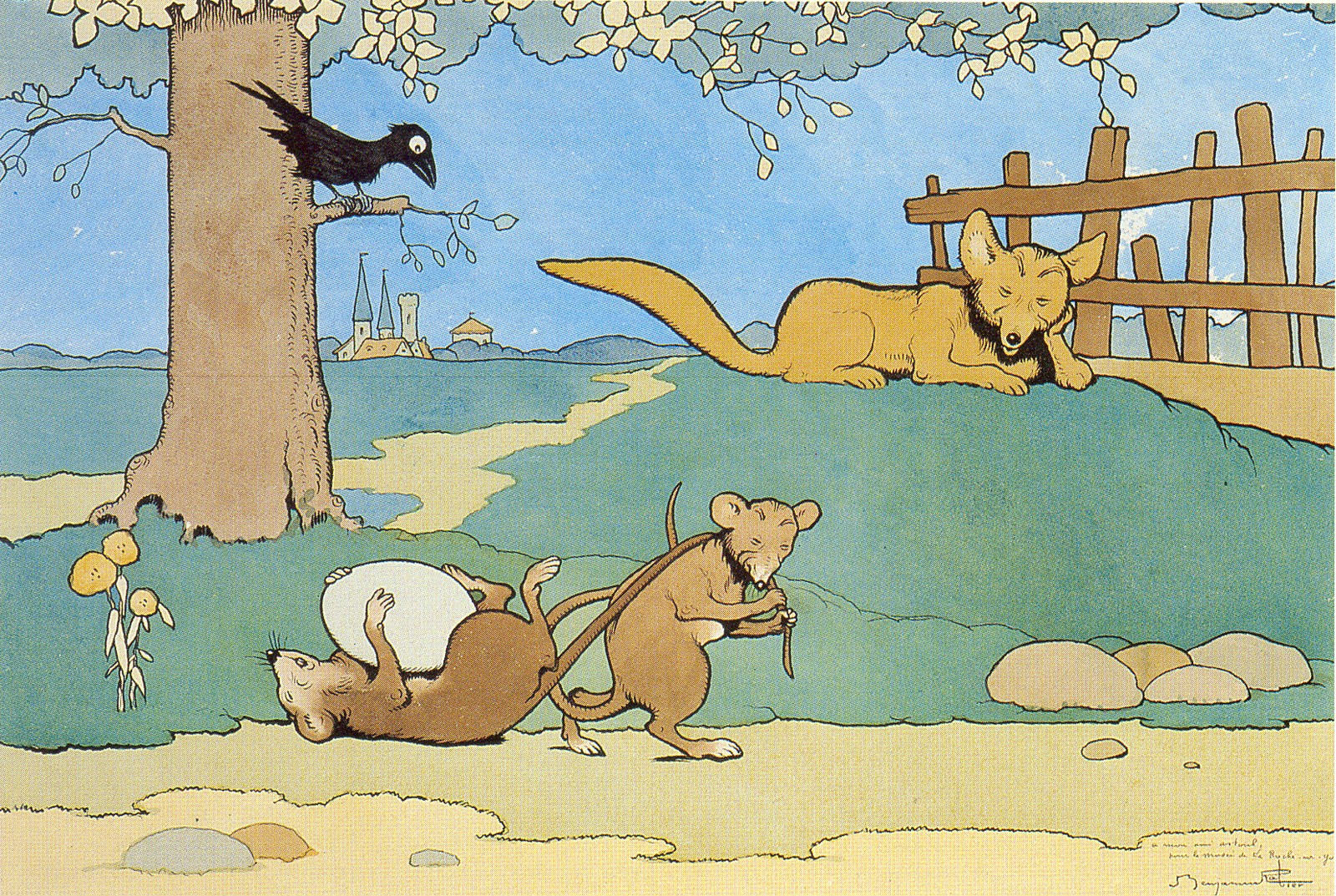
Illustration de la fable de La Fontaine, Les Deux Rats, le Renard et l'Œuf (1924).
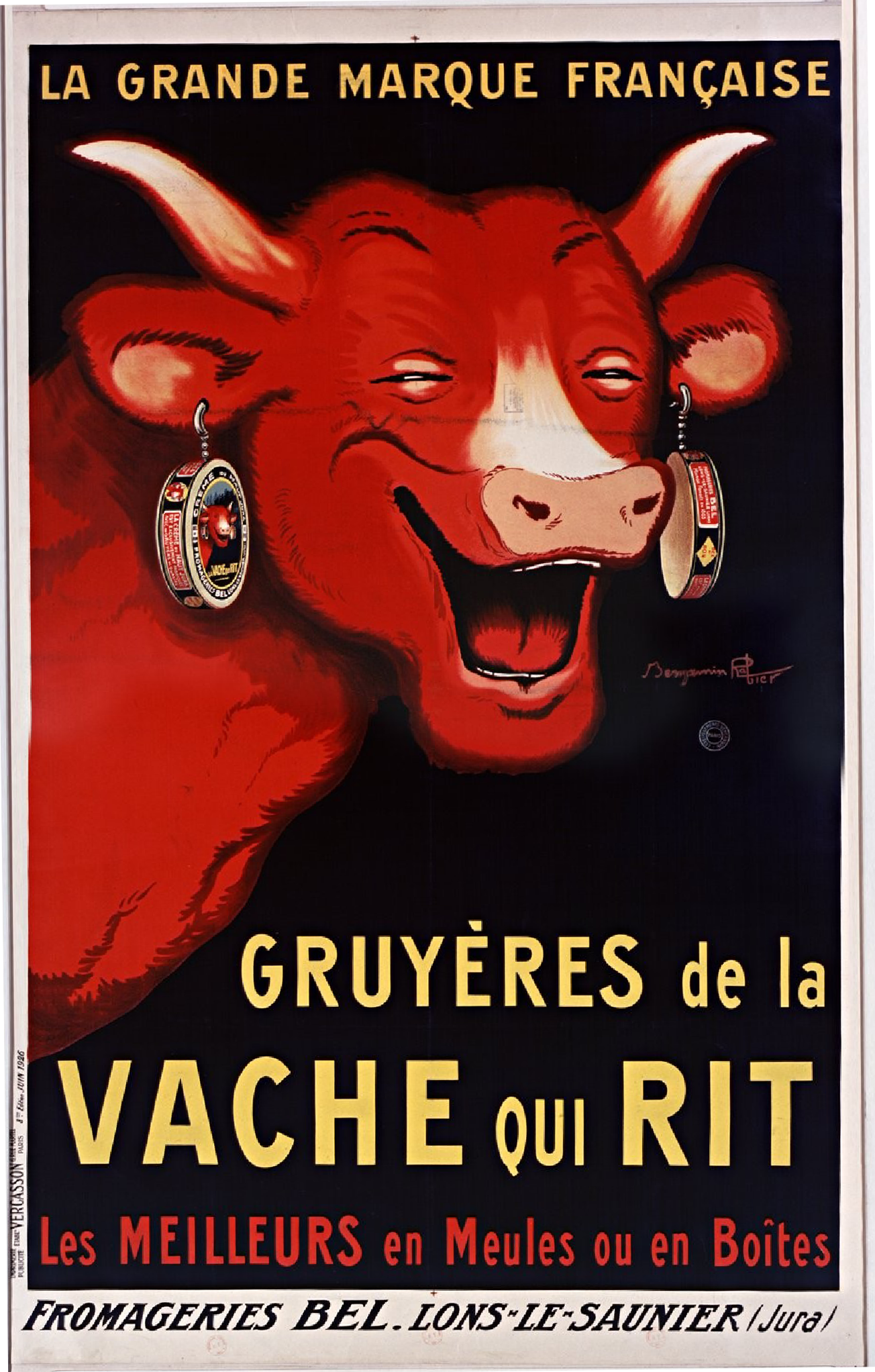
Publicité pour La vache qui rit (1926).
- Gédéon traverse l'Atlantique (1933)

## Postérité

### Musée municipal de La Roche-sur-Yon
Le musée municipal de sa ville natale possède le plus important fonds public d'œuvres du célèbre dessinateur. Des expositions régulières permettent de montrer ces œuvres au grand public. En 2010, le musée s'est porté acquéreur de plusieurs œuvres de Benjamin Rabier, dont le célèbre dessin représentant le singe Tolby fumant un cigare.

### Hôtel particulier parisien
En 1904-1905, Rabier fait construire au 3 rue Chasseloup-Laubat (15e arrondissement) un hôtel particulier par l’architecte Bruno Pellissier.

### Expositions
- Benjamin Rabier (1864-1939), Gédéon, La vache qui rit et Cie, Historial de la Vendée, du 10 juillet au 18 octobre 2009
- Benjamin Rabier : Il n'y a pas que la vache qui rit !, Moulins, musée de l'illustration jeunesse, du 11 octobre 2014 au 31 août 2015.
- L'Esprit des bêtes, exposition sur Benjamin Rabier, musée de l'image d'Épinal, du 11 mai 2015 au 11 novembre 2015.

## Publications

### Ouvrages

#### SérieGédéon
En 1923, il crée le célèbre canard Gédéon qui comptera en tout seize albums d’aventures de Gédéon, réédités dans les années 1990 par les éditions Hoëbeke ; une série animée a été réalisée en 1976.
- Gédéon (1923)
- Gédéon Sportman (1924)
- Gédéon en Afrique (1925)
- Placide et Gédéon (1926)
- Gédéon mécano (1927)
- Gédéon s'amuse (1928)
- Gédéon comédien (1929)
- Gédéon dans la forêt (1930)
- Gédéon chef de brigands (1931)
- Gédéon roi de Matapa (1932)
- Gédéon traverse l'Atlantique (1933)
- Gédéon se marie (1934)
- Gédéon est un bon garçon (1935)
- Gédéon Grand Manitou (1938)
- Gédéon fait du ski (1938)
- Les Dernières Aventures de Gédéon (1939)

#### Varia
- Katie Pom et le crapaud volant (texte de Catherine Huguet, son arrière-petite-fille), Lancosme éditeur.
- Benjamin Rabier et Fred Isly, Tintin-Lutin, Paris, Félix Juven, 1898, 72 p. (BNF 43529044, lire en ligne sur Gallica).
- Benjamin Rabier, Cadet-Paquet, Paris, Félix Juven, 1899, 76 p. (lire en ligne sur Gallica).
- Benjamin Rabier, Pages Folles : album humoristique, Paris, Pages folles, 1899, 63 p., chap. 1.
- Benjamin Rabier, Maurice en nourrice, Paris, J. Tallandier, 1905, 63 p. (lire en ligne sur Gallica).
- Jean de La Fontaine et Benjamin Rabier, Fables de la Fontaine, Paris, J. Tallandier, 1906 (lire en ligne sur Gallica).
- Jules Renard, Jeanne Leroy-Allais et Benjamin Rabier, Le Roman de Renard, Paris, J. Tallandier, 1906, 164 p. (BNF 35726575, lire en ligne sur Gallica).
- Benjamin Rabier, Histoire comique et naturelle des animaux, 1907-1908 (BNF 32786814) numéros sur Gallica.
- Benjamin Rabier, Le Cirque Harry Koblan, Paris, J. Tallandier, 1910, 64 p. (BNF 43686085, lire en ligne sur Gallica).
- Benjamin Rabier, Le Fond du Sac, Paris, Librairie Granier, 1910, 57 p. (BNF, lire en ligne sur Gallica)
- Benjamin Rabier, Martin et Jocko, Paris, J. Tallandier, 1912, 36 p. (BNF, lire en ligne sur Gallica)
- Benjamin Rabier, Le Buffon choisi, Paris, J. Tallandier, 1913, 268 p. (BNF 31888030, lire en ligne sur Gallica).
- Benjamin Rabier, Flambeau, chien de guerre, Paris, J. Tallandier, 1916, 64 p. (BNF 31167785, lire en ligne sur Gallica).
- Benjamin Rabier, Nos frères inférieurs, 1926, 100 p.
- Benjamin Rabier, Scènes comiques dans la forêt, Paris, Librairie Garnier Frères, 1929, 40 p. (BNF 43530311, lire en ligne sur Gallica).
- Benjamin Rabier, Paquet, petit ours mal léché, Paris, Librairie Garnier Frères, 1931, 16 p. (BNF b31167818w, lire en ligne sur Gallica).
- Jean-Pierre Claris de Florian et Benjamin Rabier, Fables de Florian, Librairie Garnier Frères 1936, 48 p.
- Benjamin Rabier, Les animaux s'amusent, Librairie Garnier, 1923, 50 p. (lire en ligne)
- Benjamin Rabier, Azor et Mistigris, Paris, Jules Tallandier, 1911, 64 p. (lire en ligne)

#### Rééditions
- Jean-Pierre Claris de Florian (préf. Stéphane Labbe, ill. Grandville), Fables, Paris, L'École des loisirs, coll. « Classiques », 2009 (1re éd. 2009), 236 p. (ISBN 978-2-211-09346-0)Illustration de couverture par Benjamin Rabier.
- Fables de La Fontaine illustrées par Benjamin Rabier, 3 volumes, Paris, Tallandier, 1995.
- Histoires de bêtes, par Benjamin Rabier, Houilles, Éditions Brittia, sd.
- Tintin-Lutin, par Benjamin Rabier, Éditions De Varly, 2017.

### Illustrations
- Aquilino Ribeiro, O Romance da Raposa, illustrations de Benjamin Rabier, 1924.
- Le Roman de la renarde, traduction française de Bernard Tissier et Diogo Quintela, Éditions Chandeigne, Collection « Série Illustrée », 2000.

### Filmographie
Benjamin Rabier avec son ami et complice Émile Cohl a réalisé des films d’animation mettant en scène son héros Gédéon.
- 1917 : Les Aventures de Clémentine, court-métrage.

### Ouvrages
- Numa Sadoul, Tintin et moi : entretiens avec Hergé, Bruxelles, Casterman, 1975, 253 p. (ISBN 2-203-01717-1).
- Christian Alberelli, Benjamin Rabier, Grenoble, Glénat, 1982, 109 p. (ISBN 2-7234-0230-4).
- François Robichon, Benjamin Rabier : l'homme qui fait rire les animaux, avant-propos de Pierre Tchernia, Hoëbeke, 1993  (ISBN 978-2-90529-261-2).
- Agnès Pierron, Le Grand Guignol, Paris, Robert Laffont, coll. « Bouquins », 1995, 1435 p. (ISBN 2-221-06901-3).
- Olivier Calon, Benjamin Rabier, Paris, Tallandier, 2004, 239 p. (ISBN 2-84734-102-1)
- Jean-Pierre Claris de Florian (préf. Stéphane Labbe, ill. Grandville), Fables, Paris, L'École des loisirs, coll. « Classiques », 2009 (1re éd. 2009), 236 p. (ISBN 978-2-211-09346-0)Illustration de couverture par Benjamin Rabier.
- Michel Béra, Michel Denni et Philippe Mellot, BDM, trésors de la bande dessinée. 2009-2010 : catalogue encyclopédique, Paris, Éditions de l'amateur, coll. « Trésors de la bande dessinée, 2009-2010 », 2008, 1295 p. (ISBN 978-2-85917-491-0, OCLC 286348986, lire en ligne), « Benjamin Rabier », p. 918-926.

### Articles
- « Benjamin Rabier », Musée de l'illustration jeunesse (MIJ) de l'Allier.
- Catherine Mallaval, « Rabier qui rira bien le dernier », sur Libération, 6 février 2015.
- Paul Nollet, La Jeunesse illustrée et les belles images (II) : Les dessinateurs », coll. « Le Collectionneur de bandes dessinées » (no 19), décembre 1979, p. 19.

### Document audiovisuel
- Benjamin Rabier, l'homme qui fait rire les animaux, écrit et réalisé par Marc Faye, film documentaire de 53 minutes (DVD), 2012 (présentation sur le site novanima.free.fr).